# Theo Hogervorst
Theodorus (Theo) Hogervorst (Pijnacker, 23 januari 1956) is een Nederlands voormalig wielrenner. Hij won enkele wedstrijden en nam eenmaal deel aan de Olympische Spelen.
In 1980 nam hij deel aan de Olympische Spelen van Moskou op de 100 km ploegentijdrit (met Jacques Hanegraaf, Guus Bierings en Adrie van der Poel). De olympische wedstrijd werd gehouden op een afgesloten parcours van 50 km tussen kilometer 23 en 73 van de autoweg van Moskou naar Minsk. De Nederlandse afvaardiging eindigde op een vijftiende plaats met een tijd van 2:10.17,3 (46,052 km/u). De wedstrijd werd gewonnen door het Russische team dat 2:01.21,74 (49,439 km/u) over deze afstand nodig had.
Van beroep was hij agrariër.

## Belangrijkste overwinningen
1980
- 3e etappe deel A Ronde van Noord-Holland
- Eindklassement Ronde van Noord-Holland